# Gamba (Tanzania)
Gamba è una circoscrizione mista (mixed ward) della Tanzania situata nel distretto di Kaskazini A, regione di Zanzibar Nord. Conta una popolazione di 3 401 abitanti (censimento 2012).